# Koksu-Kamm
Der Koksu-Kamm erstreckt sich entlang der Grenze zwischen der Republik Altai (Russland) und dem kasachischen Gebiet Ostkasachstan im westlichen Altaigebirge.
Der Koksu-Kamm verläuft über eine Länge von 70 km in NNW-SSO-Richtung. Er bildet die nordwestliche Fortsetzung des Cholsun. Den Nordosthang entwässert der Koksa-Quellfluss Notschnaja. Entlang der Südwestflanke des Gebirgszuges fließt die Tschornaja Uba, Quellfluss der Uba. Die meisten Gipfel haben eine Höhe von 2000–2100 m. Die höchste Erhebung stellt der Lineiski Belok (2598 m) dar, welcher am südlichen Ende der Bergkette liegt und auch vom Cholsun als höchster Punkt beansprucht wird. Das Gebirge besteht aus kristallinen und metamorphen Gesteinen, wie Schiefern, Gneisen und aus tuffogenen Gesteinen.
Am Nordhang kommen auf Höhen von 1700–1800 m die Sibirische Zirbelkiefer sowie Fichte und Tanne vor. Am Südhang kommt Hochgrasbewuchs vor. Darüber schließt sich eine Zone aus subalpiner und alpiner Flora an. Ab einer Höhe von 2200 m dominiert eine Tundralandschaft aus Flechten und der Lauchart Allium petraeum.